# Without You I'm Nothing (singolo Placebo)
Without You I'm Nothing è un singolo del gruppo rock britannico Placebo, pubblicato nel 1999 come singolo estratto dal loro secondo album, l'omonimo Without You I'm Nothing. La versione pubblicata come singolo si avvale della partecipazione vocale di David Bowie.

## Video musicale
Nel video ufficiale del brano, diretto da Russel Thomas, i Placebo e David Bowie eseguono il brano dal vivo durante un concerto.

## Tracce
Testi di Brian Molko, musiche dei Placebo.
CD (UK)
1. Without You I'm Nothing (Single Mix) - 4:16
2. Without You I'm Nothing (UNKLE mix) - 5:08
3. Without You I'm Nothing (Flexirol mix) - 9:26
4. Without You I'm Nothing (BIR mix) - 10:53

CD (Europe)
1. Without You I'm Nothing (Single Mix) - 4:16
2. Without You I'm Nothing (UNKLE mix) - 5:08

12" (UK)
1. Without You I'm Nothing (UNKLE mix) - 5:08
2. Without You I'm Nothing (Flexirol mix) - 9:26
3. Without You I'm Nothing (BIR mix) - 10:53